# Конти, Луиза Генриетта де Бурбон
Луиза Генриетта де Бурбон (фр. Louise Henriette de Bourbon), мадмуазель де Конти (фр. Mademoiselle de Conti; 20 июня 1726, Париж — 9 февраля 1759, Пале-Рояль, I округ Парижа) — французская принцесса из дома Бурбонов, в замужестве герцогиня Шартрская, затем герцогиня Орлеанская.
4 февраля 1752 года её супруг стал главой Орлеанского дома и первым принцем крови, то есть первым лицом в династии после непосредственных членов французской королевской семьи, поэтому к нему и его супруге при дворе стали употреблять обращение «месье принц» и «мадам принцесса».
Луиза Генриетта де Бурбон, герцогиня Орлеанская была бабушкой французского короля Луи-Филиппа. Её потомками являются современные короли Бельгии и Испании, а также претенденты на троны Франции и Италии.

## Биография

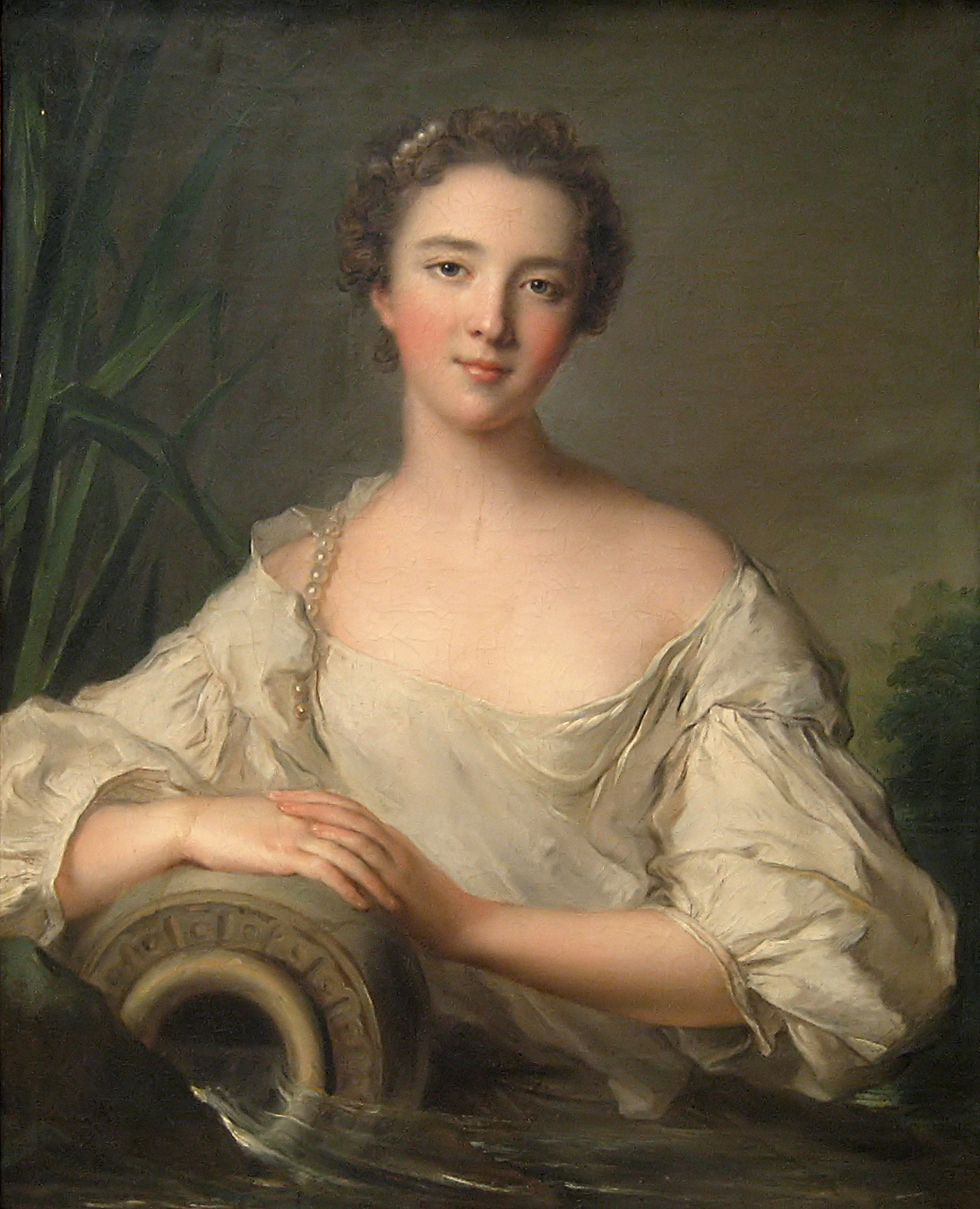
портрет мадемуазель Конти, кисти Жана-Марка Натье, ок. 1743 г.

### Происхождение
Принцесса Луиза Генриетта родилась в Париже 20 июня 1726 года. Она была единственной дочерью принца Луи Армана II де Бурбона, принца де Конти и принцессы Луизы Елизаветы де Бурбон, принцессы де Конде. Отец принцессы Луизы Генриетты был вторым сыном принца Франсуа Луи де Бурбона, принца де Конти, известного, как «Великий Конти», и его жены принцессы Марии Терезы де Бурбон. Её бабушка по отцовской линии и дед по материнской линии были родными братом и сестрой, то есть родители принцессы приходились друг другу кузеном и кузиной. Её мать была старшей и любимой дочерью принцессы Луизы Франсуазы де Бурбон, самой старшей из выживших узаконенных дочерей короля Людовика XIV и мадам де Монтеспан. Как член правящей династии Бурбонов, принцесса Луиза Генриетта была принцессой крови. В молодости она была известна при дворе как мадемуазель де Конти.
Отец принцессы Луизы Генриетты умер в 1727 году из-за «разбухания» груди. Перед смертью он оскорбил и покинул супругу. Новым главой ветви Бурбонов де Конти стал старший брат принцессы, принц Луи Франсуа де Бурбон.

### Брак
Кузен принцессы Луизы Генриетты, принц Луи Жан Мари де Бурбон, герцог де Пентьевр, сын и наследник принца Луи Александра де Бурбона, графа Тулузского сделал ей предложение. Но выбор её матери пал на наследника Орлеанского дома. В капелле дворца в Версале, 17 декабря 1743 года, в возрасте семнадцати лет, принцесса Луиза Генриетта вышла замуж за своего троюродного брата, герцога Шартрского, принца Луи Филиппа Орлеанского.
Мать принцессы надеялась, что этот брак положит конец конфликту между домом Конде и Орлеанским домом. Источником конфликта между домами стала ссора бабушки и тёти принцессы. Луиза Франсуаза де Бурбон, вдовствующая принцесса де Конде и Франсуаза Мария де Бурбон, вдовствующая герцогиня Орлеанская приходились друг другу сёстрами. Обе были узаконенными дочерьми короля Людовика XIV и мадам де Монтеспан.
Между семьями уже был один династический брак. В 1731 году старший брат принцессы, принц Луи Франсуа де Бурбон, принц де Конти сочетался браком с принцессой Луизой Дианой Орлеанской. Отец мужа принцессы, принц Луи Орлеанский, герцог Орлеанский по прозванию «Благочестивый» дал согласие на брак, потому, что знал о воспитании будущей невестки в монастыре. Однако, вскоре скандальное поведение принцессы Луизы Генриетты заставило его разочароваться в своём выборе и искать способ развести молодых супругов.

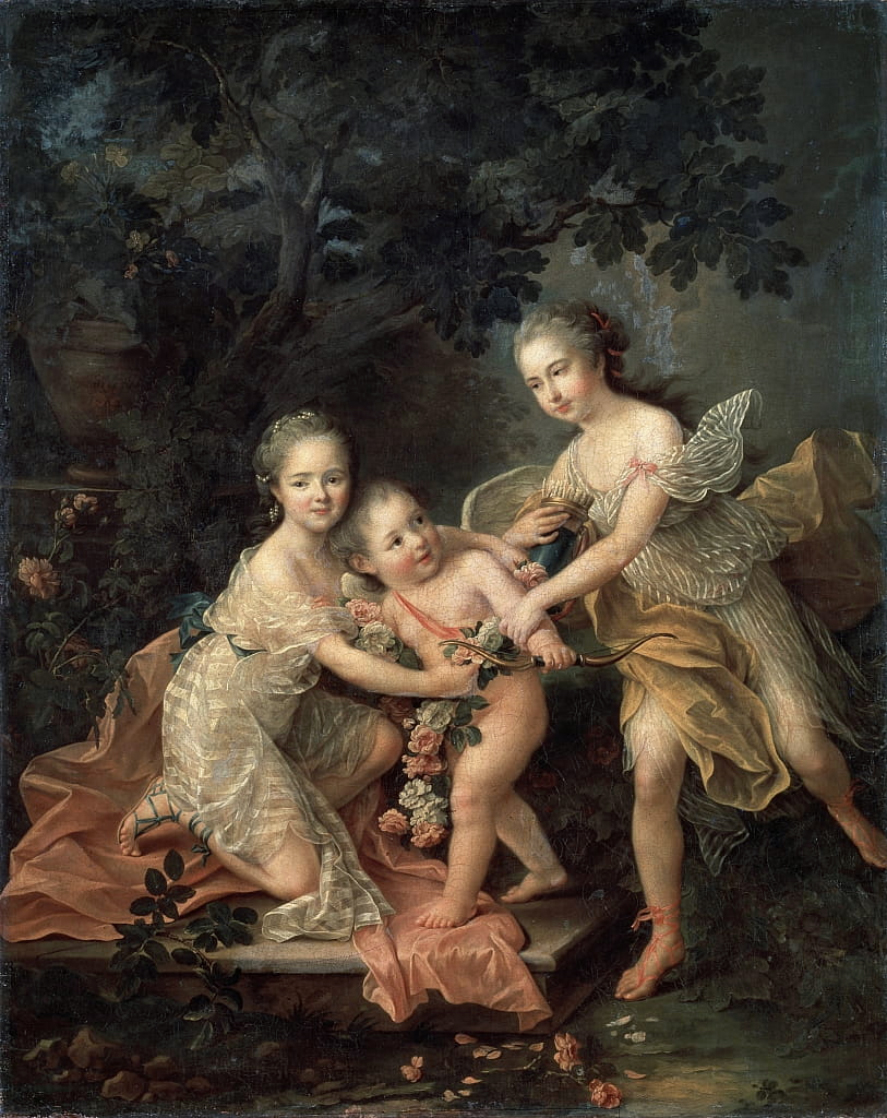
Франсуа-Юбер Друэ. «Дети герцога Орлеанского» (1755).

### Дети
В семье принцессы Луизы Генриетты и принца Луи Филиппа родились трое детей:
- принцесса неизвестная по имени (12/13 июля 1745 — 14 декабря 1745), умерла вскоре после рождения;
- принц Луи Филипп Жозеф Орлеанский (13 апреля 1747 — 6 ноября 1793), герцог де Монпансье, герцог Шартрский с 1752 года, герцог Орлеанский с 1785 года под именем Луи Филиппа II, во время Великой Французской революции был известен под именем Филиппа Эгалите, сочетался браком с принцессой Луизой Марией Аделаидой де Бурбон, мадмуазель де Пентьевр;
- Луиза Мария Тереза Батильда Орлеанская (9 июля 1750 — 10 января 1822), сочеталась браком с Луи Анри II де Бурбоном, принцем де Конде, во время Великой Французской революции была известна под именем Ситуанн Верите.

По утверждению Жака Иллера любовниками герцогини Орлеанской были художник Франсуа Буше, король Людовик XV, принц де Субиз, герцог де Ришельё, маршал фон Сакс, маршал фон Левендаль, аббат де Бернис, месье де Полиньяк, граф Мелфорт. От отношений с последним у неё, по слухам, родился сын. Герцогине также приписывали многочисленных неизвестных по имени любовников при дворе, в армии, среди слуг и простого народа, с которыми она вступала в интимные отношения в саду при дворце Пале-Рояль.
Во время Великой Французской революции её сын Филипп Эгалите публично заявил, что его настоящим отцом был не муж его матери, а кучер во дворце Пале-Рояль. Однако портретное сходство с его предками из Орлеанского дома делает это утверждение маловероятным

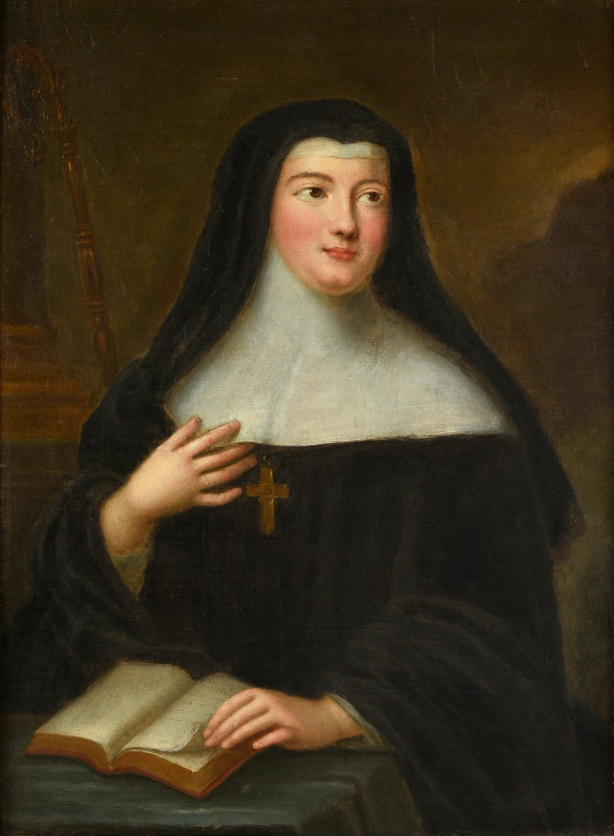
портрет кисти Пьера Гобера.

### Смерть
Луиза Генриетта де Бурбон, герцогиня Орлеанская умерла 9 февраля 1759 года во дворце Пале-Рояль, который был резиденцией герцогов Орлеанских в Париже. Она была похоронена в Валь-де-Грас. После смерти герцогини, вдовствующий герцог женился на вдовствующей маркизе де Монтессон.

## Титулы
С 20 июня 1726 по 17 декабря 1743 года к неё обращались как к Её Высочеству мадемуазель де Конти. После замужества, с 17 декабря 1743 по 4 февраля 1752 года носила титул Её Высочества герцогини Шартрской, а с 4 февраля 1752 по 9 февраля 1759 года — Её Высочества герцогини Орлеанской, герцогини д’Этамп.